# 진호은
진호은(陳浩恩, 2000년 9월 1일 ~ )은 대한민국의 배우이다.

## 학력
- 오산중학교 (졸업)
- 한림연예예술고등학교 패션모델과 (졸업)
- 서울예술대학교 연기과

## 출연작

### 영화
- 《파과》 (2025년) - 유치원 교사 역
- 《꼴통 2인조》 (2020년) - 남길훈 역
- 《깡치 2》 (2020년) - 준수 역
- 《항거: 유관순 이야기》 (2019년) - 남옥사 수인 4 역

### 드라마
- 《대도시의 사랑법》 (2024년, TVING) - 심규호 역
- 《마에스트라》 (2023년, tvN) - 김봉주 역
- 《백일장 키드의 사랑》 (2022년, JTBC) - 박형도 / 서강우 역
- 《오늘은 좀 매울지도 몰라》 (2022년, Watcha) - 재호 역
- 《별똥별》 (2022년, tvN) - 변정열 역
- 《트웬티 트웬티》 (2020년, 웹드라마) - 강대근 역
- 《비밀의비밀》 (2019년, 웹드라마) - 서재민 역
- 《사랑은 뷰티풀 인생은 원더풀》 (2019년, KBS2) - 구준겸 역 (특별출연)
- 《아이돌 X 실종사건》 (2019년, 웹드라마)
- 《당신의 상상은 현실이 된다》 (2018년, 웹드라마)
- 《고, 백 다이어리》 (2018년, 웹드라마)

### 광고
- EMOTION PLANET
- 롯데닷컴
- 동아제약 - 활명수